# Björn Gelotte
Björn Gelotte, švedski glasbenik in tekstopisec, * 1975, Gothenburg, Švedska.
Trenutno deluje tekstopisec in kitarist v švedski melodični death metal skupini In Flames.

## Glasbena kariera

### In Flames
V skupino je prišel po tem, ko jo je zapustil bobnar Daniel Erlandsson. Tako je igral bobne na naslednjih dveh albumih, The Jester Race in Whoracle. Ker je skupino zapustil kitarist Glenn Ljungström, je Björn prevzel vlogo kitarista, ki jo ima še danes. Za novega bobnarja je skupina izbrala Daniela Svenssona, bobnarja skupine Sacrilege. V tej zasedbi igrajo še danes.

### Druge skupine
Preden se je pridružil skupini In Flames je bil Björn Gellote član skupine Sights.
Trenutni Björnov stranski projekt (s sočlanom skupine In Flames, Jesperjem Strömbladom) je skupina All Ends, v kateri z Jesperjem igrata kitari. Zaradi zasedenosti obeh članov v In Flames, All Ends ne nastopajo v živo.

## Oprema
Kitara, ki jo uporablja Björn Gelotte, je Gibson Les Paul. Uporablja tudi ojačevalce Peavey 5150 II, POD, in ostalo opremo proizvajalca Line6, strune Elixir custom in trzalice Jim Dunlop.